# جون إي. ريتشاردز
جون إي. ريتشاردز (بالإنجليزية: John E. Richards) هو قاضي ومحامي أمريكي، ولد في 7 يوليو 1856 في سان خوسيه في الولايات المتحدة، وتوفي في 25 يونيو 1932 في سانتا كلارا في الولايات المتحدة.